# Hürlimann

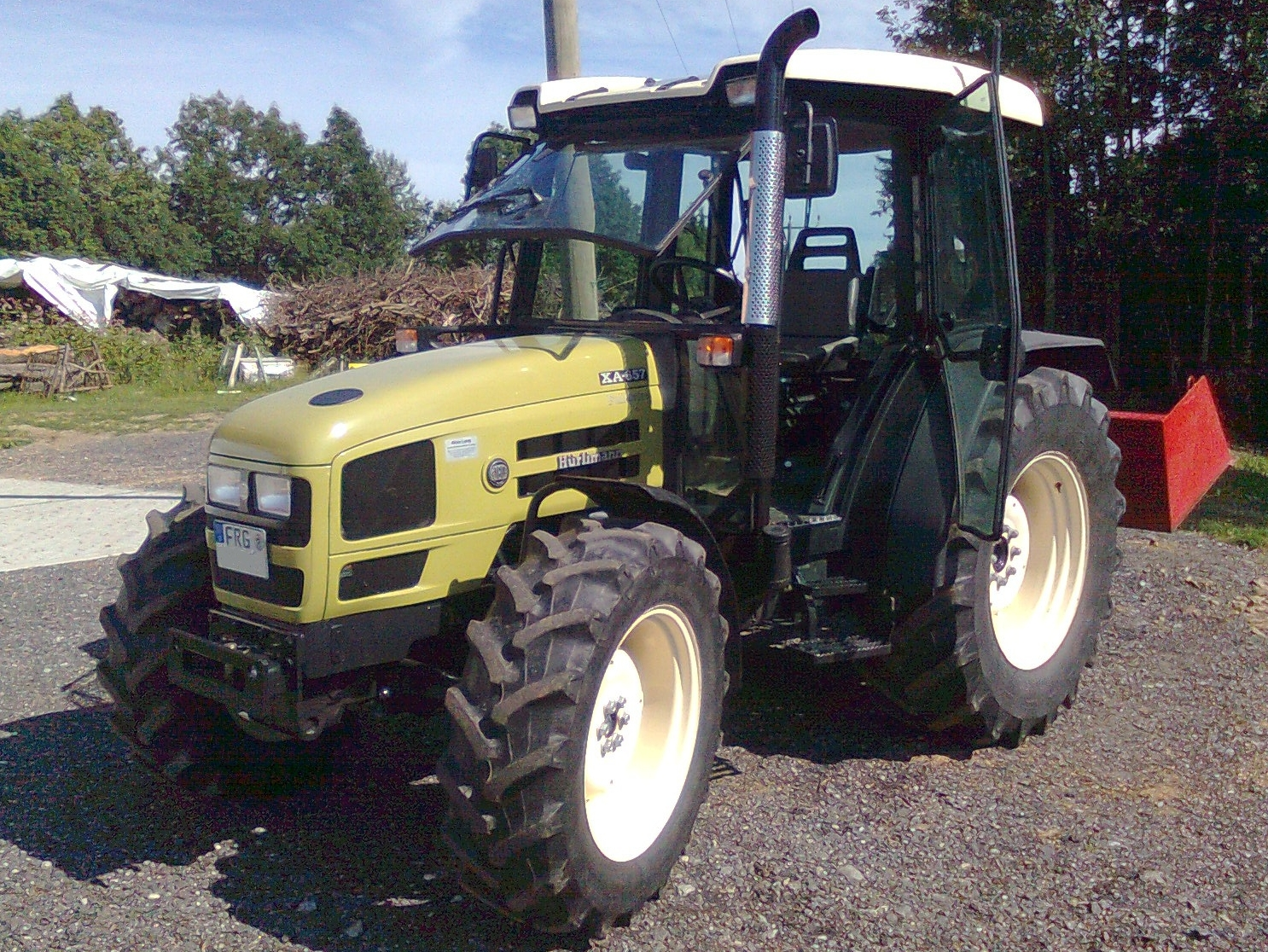
Hürlimann XA 657

La società Hürlimann nasce in Svizzera nel 1929 a Wil nel Canton San Gallo. Fu fondata da Hans Hürlimann, un giovane contadino con la passione della meccanica. Oggi fa parte del gruppo industriale italiano SAME Deutz-Fahr (SDF).

## Storia
Hürlimann Tractors nasce nel 1929 quando il suo fondatore realizzò nel paese natale una piccola officina dove iniziò la produzione in serie del suo primo trattore, l'Hürlimann 1K8, equipaggiato con un motore monocilindrico francese Bernard R3 raffreddato ad acqua e provvisto di carburatore, sviluppava una potenza di 8 CV a 1.200 giri/minuto. Equipaggiato da un cambio Maag a 3 rapporti più retromarcia. L'idea di Hans era di realizzare una falciatrice semovente piuttosto che un trattore per rispondere alle aspettative dei coltivatori svizzeri che hanno terreni da pascolo scoscesi e di difficile accesso. Vennero venduti circa 102 esemplari, tanti visto la produzione interamente manuale, senza l'aiuto di macchinari e utensili.
Nel 1930 venne presentato l'evoluzione Hürlimann 1K10, leggermente più potente, con 10CV. Vennero venduti circa 367 esemplari fino al 1931. Questi due trattori, prodotte per decenni, sono divenute leggendari. Poco tempo dopo Hans presenta un modello più potente, da 18CV, l'Hürlimann 4T18 che fu il primo trattore a 4 cilindri prodotto dal marchio ed è il capostipite di una gamma che si arricchisce sempre più, arrivando presto a comprendere dozzine di altri modelli.
Nel 1934 venne presentato il nuovo Hürlimann 4KT40C, trattore ad elevata potenza e a carro portante, equipaggiato con un motore diesel della Zürcher da 3.780 cm³ sviluppante 40CV e cambio a 3 velocità. Da quest'anno anche i trattori Hürlimann furono trasformati per funzionare a gasogeno (causa carenza del combustibile accentuata in seguito dallo scoppio della seconda guerra mondiale).
Nel 1935 Hürlimann produsse il primo trattore industriale e nel 1939 fece la sua comparsa il nuovo Hürlimann D400 equipaggiato con il motore diesel 4 cilindri raffreddato ad acqua del Tipo D100 sviluppante 45CV. Disponibile con tettuccio rigido oppure con cabina fissa e un cambio a 5 rapporti. Era in grado di raggiungere la velocità massima di 35 km/h.
Nel 1946 esce dalla fabbrica svizzera il nuovo modello Hürlimann D100, equipaggiato con, per la prima volta, un motore diesel prodotto dalla stessa fabbrica (sviluppato dall'ingegnere capo Liengme) a 4 cilindri sviluppante 45 CV a 4.019cc e raffreddamento ad acqua. Questo motore risultò particolarmente economico e di facile manutenzione.
Nel 1948 venne presentato l'Hürlimann D50 con motore bicilindrico diesel sviluppante 28CV.
Nel 1949 è l'ora dell'Hürlimann H12, equipaggiato con motore a scoppio, che poteva essere alimentato sia con benzina sia con petrolio, sviluppante 32CV. Tutti questi modelli degli anni quaranta si distinguevano per il loro aspetto estetico molto gradevole, tanto che vennero soprannominati i Rolls-Royce dei trattori.

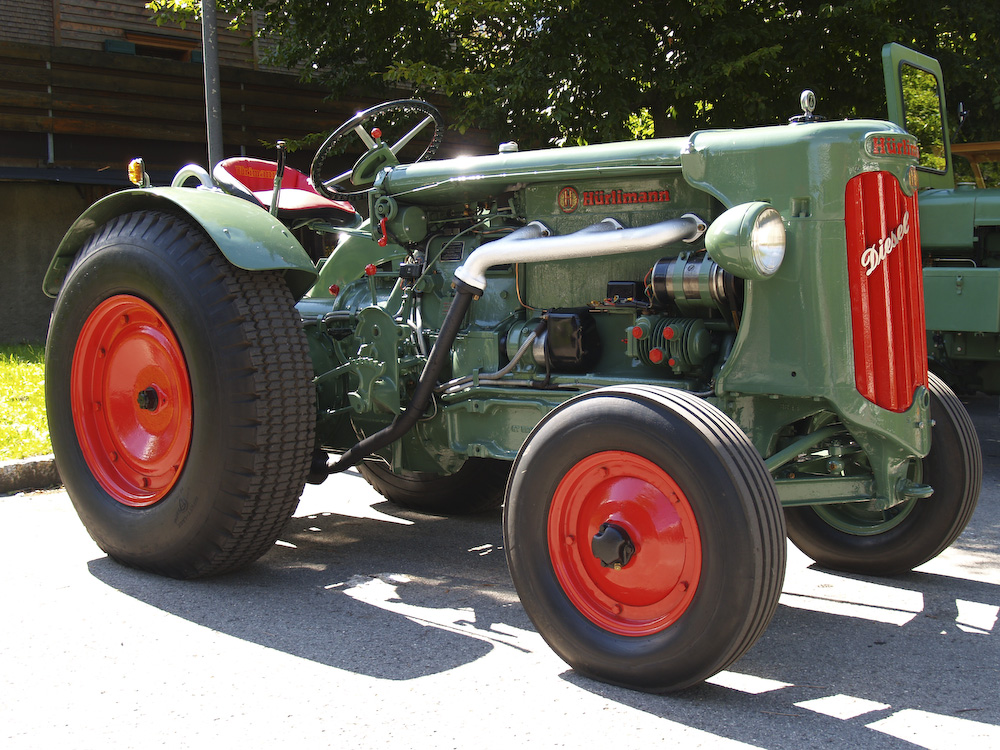
Hürlimann H12

Nel 1957 venne lanciato il nuovissimo Hürlimann D70 equipaggiato con una nuova generazione di motori: 4 cilindri raffreddati ad acqua con albero motore su 5 rapporti di banco. Insieme al D70 vennero lanciati anche gli Hürlimann D65 e D90, tutti molto simili con l'unica variante per i rapporti e per la presa di forza.
In questi anni Hans Hürlimann collaborava con un certo Köpfli, che a partire dal 1949 iniziò anch'esso a costruire trattori.
A partire dal 1965 la Hürlimann si dedicò anche alla produzione di robusti trattori a trazione integrale, tra questi l'Hürlimann D130 A di 3.300kg equipaggiato con un motore diesel a 4 cilindri raffreddato ad acqua costruito dall'azienda e con un cambio a 12 rapporti più 6 retromarce.
Nel 1969 venne lanciato l'Hürlimann D95 L, basato sul predecessore D90 ma dotato del nuovo motore diesel a iniezione diretta a 4 cilindri raffreddato ad acqua. Di questo modello fu prodotto anche una versione a trazione integrale.
Già a partire dal 1965 le vendite di Hürlimann erano in ribasso e rischiava il fallimento come tantissime altre marche di trattori agricoli in tutta Europa. Il tutto si aggravò alla scomparsa del fondatore Hans Hürlimann, ma la forza della società permise di continuare a costruire trattori e nello stesso tempo vendere i trattori della Lamborghini Trattori.
In soccorso della fabbrica svizzera di Wil arrivò l'italiana SAME che la rilevò nel 1977, dopo aver rilevato pochi anni prima la Lamborghini Trattori realizzando la nuova società S-L-H, sigla di SAME-Lamborghini-Hürlimann. In questi anni i trattori Hürlimann sono i corrispettivi di SAME e Lamborghini con piccole differenze estetiche e di colore (verde oliva).
Ancora oggi Hürlimann fa parte del gruppo italiano capitanato dalla SAME, anche se dopo l'acquisizione della Deutz-Fahr, ha cambiato il nome in SAME Deutz-Fahr Group, che comprende SAME, Deutz-Fahr, Lamborghini e l'Hürlimann. In questi anni i trattori Hürlimann sono i corrispettivi di Lamborghini, sia come linea, estetica e colore (grigio metallizzato).
Oggi questo gruppo è uno dei primi produttori mondiali di trattori agricoli.

## Modelli prodotti

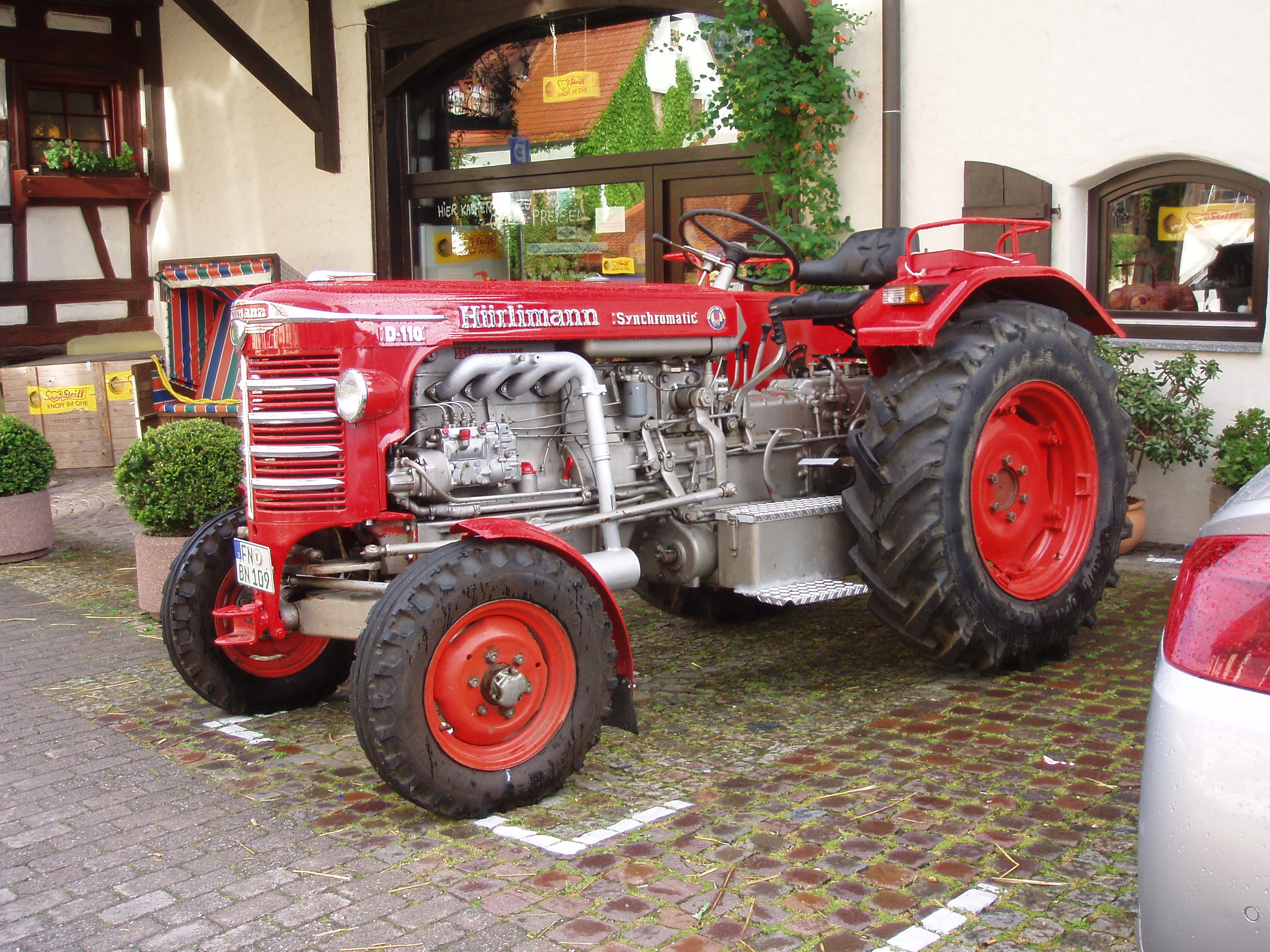
Hürlimann D-110

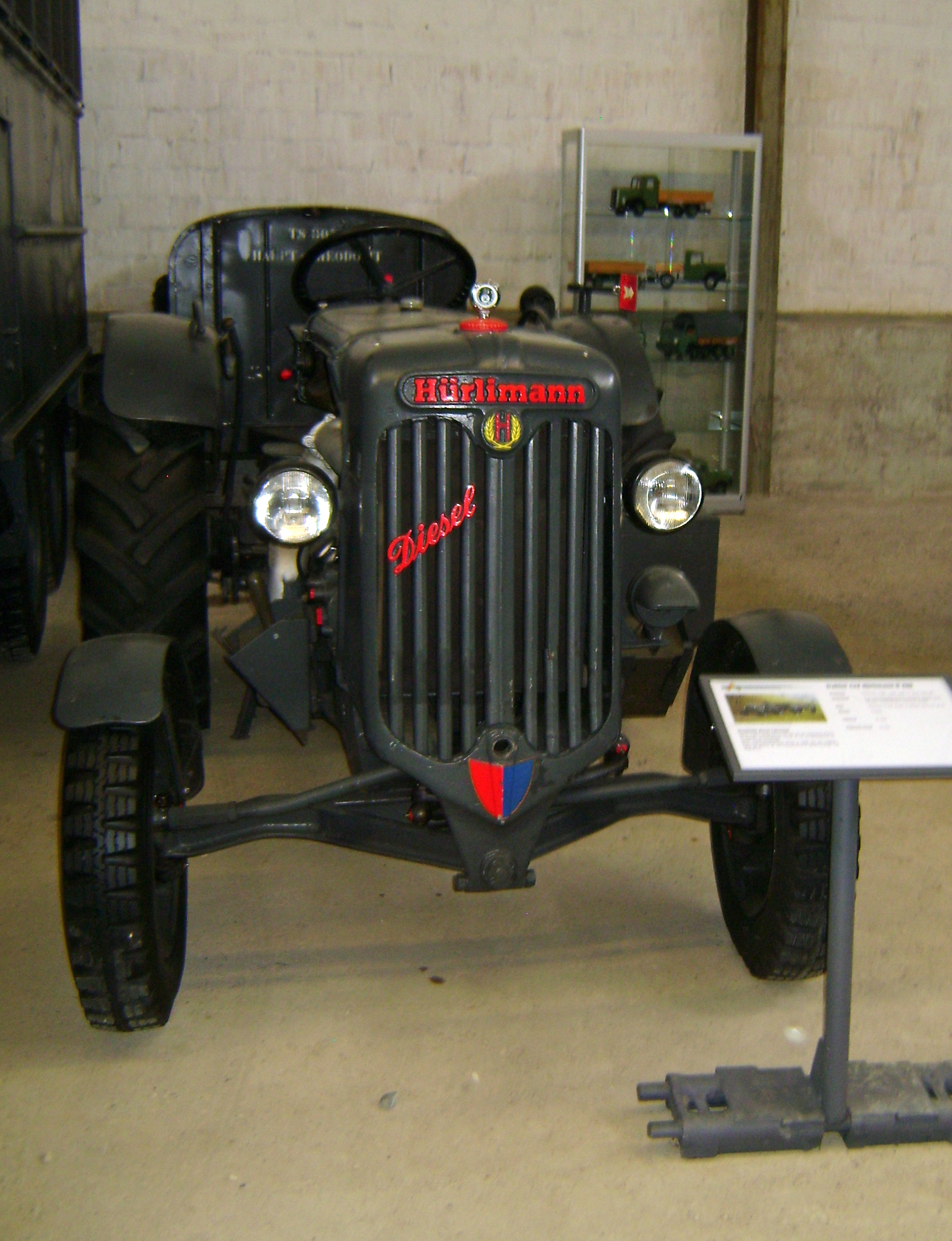
Hürlimann D-200 nel museo militare Full

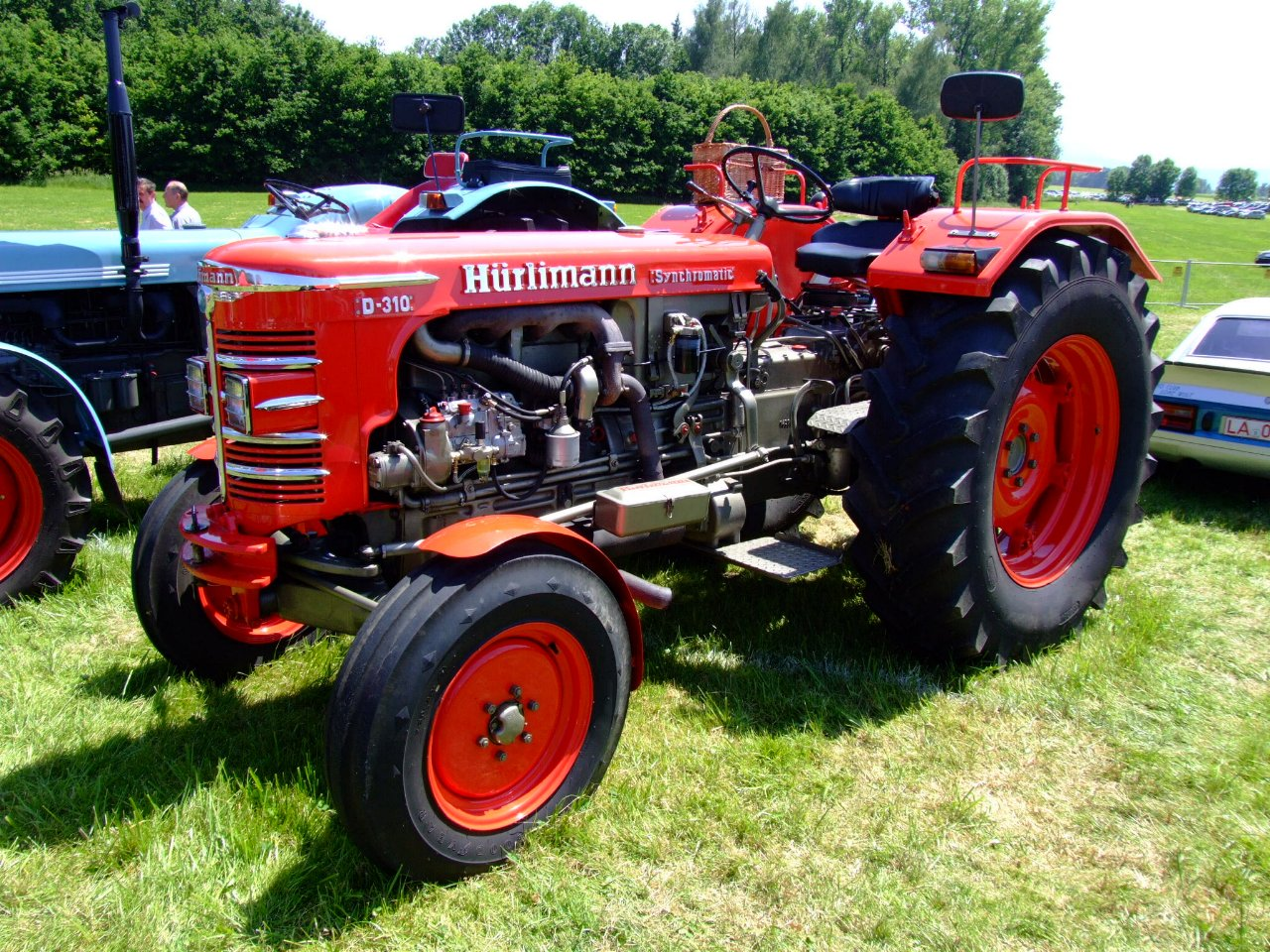
Hürlimann D-310

- 1K8 (1929)
- 1K10 (1930)
- 4T18 (1931-33)
- 4KT40 C (1934)
- D400 (1939)
- D100 - D200 (1946)
- D50 (1948)
- H12 (1949)
- D80 (1954)
- D65 - D70 - D90 (1958)
- D70 SSP (1958)
- D130 A (1965)
- D95 L (1969)
- H36
- H6160 (Anni 80)
- H6170 T (Anni 90)

## Gamma odierna
- Prince
- XE Tradition
- XA - XA Tradition
- XB T - XB TB
- XB Max - XB Tradition
- XT 95/105/110
- XM 100/110/120
- XL 130/140/160/175/185
- XF
- XE F Tradition
- XS
- Caricatori frontali